# Suzuki Escudo Pikes Peak

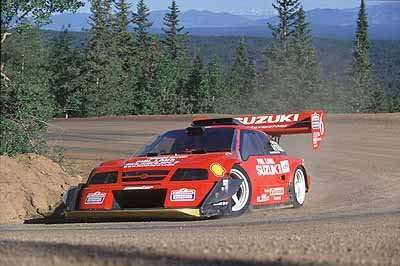
Suzuki Escudo Pikes Peak

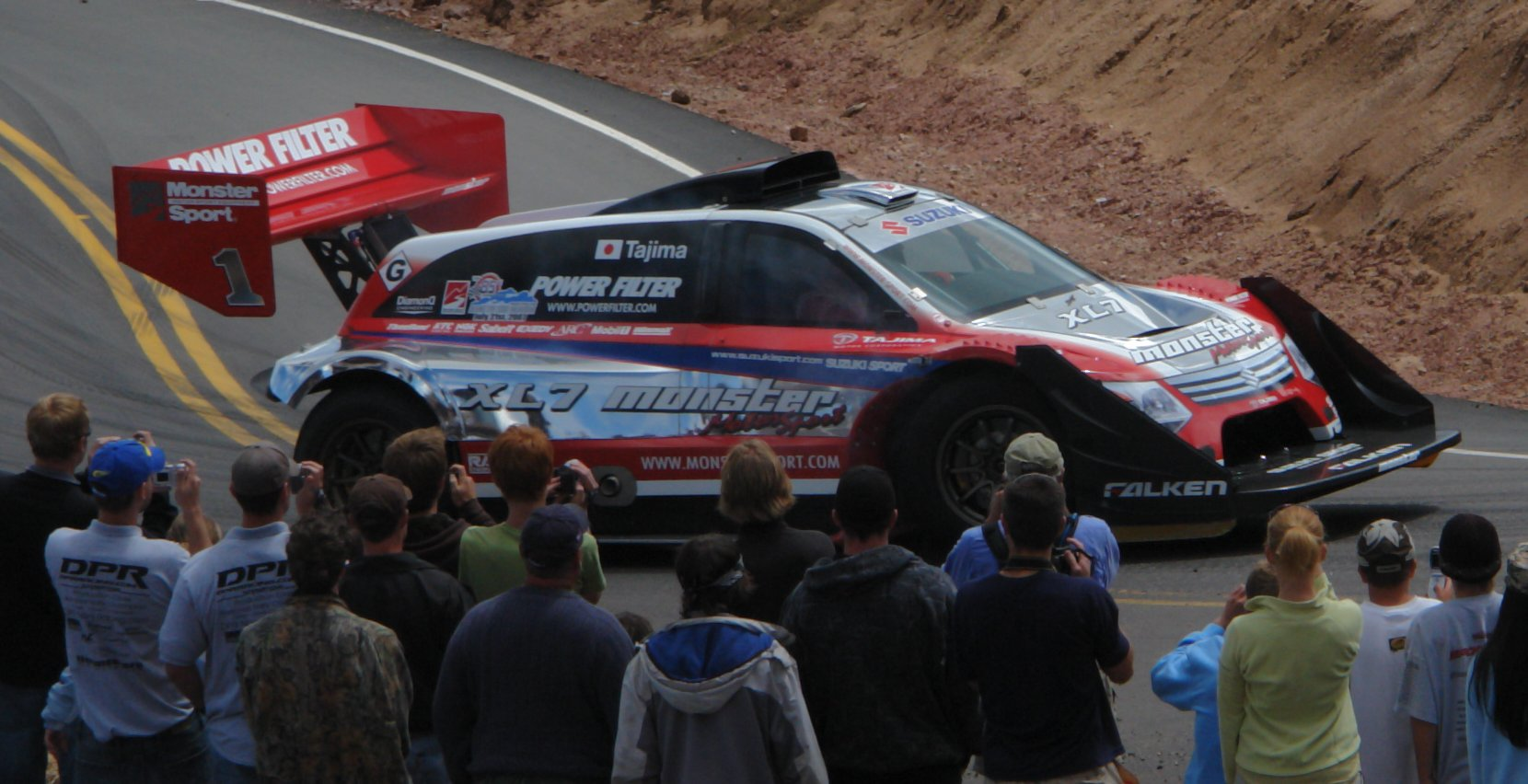
Das Nachfolgemodell Suzuki XL7 Hill Climb Special, 2007 beim Pikes Peak International Hill Climb

Der Suzuki Escudo Pikes Peak ist ein speziell für das Bergrennen Pikes Peak International Hill Climb, auch bekannt als Race To The Clouds, entwickelter Rennwagen, der nicht zuletzt durch seine hohe Leistung, erzielt aus verhältnismäßig wenig Hubraum, hervorsticht. Der Name Escudo leitet sich aus dem Portugiesischen ab und bedeutet übersetzt Schild.
Gefahren wurde der Wagen beim Pikes Peak International Hill Climb des Jahres 1996 von Nobuhiro „Monster“ Tajima, einem Tuningshopbesitzer, Rallyefahrer und Teammanager.
Der Suzuki Escudo (in Nordamerika als Sidekick bis 1999 produziert, in Europa, den Philippinen und Australien als Vitara bekannt) ist in seiner „zivilen“ Serienversion ein sogenanntes Sport Utility Vehicle und wird seit 1989 produziert.
Technische Daten:
- Baujahr: 1996
- Hersteller: Suzuki
- Land: Japan
- Motoranordnung: Front
- Ventile: 18 (3 pro Zylinder)
- Getriebe: 7-Gang-Getriebe, sequenziell
- Antrieb: Allrad